# Necoclí (ort)
Necoclí är en ort i Colombia.   Den ligger i departementet Antioquía, i den nordvästra delen av landet, 500 km nordväst om huvudstaden Bogotá. Necoclí ligger 7 meter över havet och antalet invånare är 10 835.
Terrängen runt Necoclí är platt. Havet är nära Necoclí åt sydväst. Runt Necoclí är det ganska glesbefolkat, med 29 invånare per kvadratkilometer. Det finns inga andra samhällen i närheten. 